# ソーナークシー・シンハー
ソーナークシー・シンハー (ヒンディー語: सोनाक्षी सिन्हा, 英語: Sonakshi Sinha 1987年6月2日 - ）は、インド出身の女優、モデル。

## 主な出演作品
- ダバング 大胆不敵 Dabangg (2010年)[1]
- Rowdy Rathore (2012年)
- Joker (2012年)
- Son of Sardar (2012年)
- Dabangg 2 (2012年)
- OMG (2012年) Cameo出演
- 略奪者 (映画)（英語版） (2013年)
- ワンス・アポン・ア・タイム・イン・ムンバイ2 Once Upon ay Time in Mumbai Dobaara! (2013年)
- Bullett Raja (2013年)
- “ロミオ”・ラージクマール R... Rajkumar (2013年)
- Holiday: A Soldier Is Never Off Duty (2014年)[2]
- Action Jackson (2014年)
- Lingaa リンガー Lingaa (2014年)
- Akira (2016年)
- ミッション・マンガル 崖っぷちチームの火星打上げ計画（2019年）